# Campionat del Món d'hoquei sobre patins femení de 2022
El XVI Campionat del Món d'hoquei sobre patins femení (oficialment en anglès: Rink Hockey World Championship 2022) fou la setzena edició del Campionat del Món. Se celebrà entre el 7 i el 12 de novembre de 2022 a la ciutat de San Juan, Argentina, dins del context dels Jocs Mundials de Patinatge, després de ser ajornats l'any 2021 pel risc de contagi públic del COVID-19
El campionat va ser disputat per un total de 12 seleccions nacionals dividides en dos categories. El campionat mundial amb les millors seleccions d'Europa (Espanya, Itàlia, França, Portugal i Alemanya) i Amèrica ( Colòmbia, Xile i Argentina) per una banda i per l'altra el Campionat Intercontinental amb Suïssa, Mèxic, Brasil i Austràlia.
Divisió dels equips en categories:
|    | Campionat mundial | Campionat mundial |           | Campionat Intercontinental | Campionat Intercontinental |
| 1r | Argentina         | 9è                | Suïssa    |                            |                            |
| 2n | Espanya           | 11è               | Brasil    |                            |                            |
| 3r | Portugal          | 12è               | Austràlia |                            |                            |
| 4t | Xile              | 21è               | Mèxic     |                            |                            |
| 5è | Itàlia            |                   |           |                            |                            |
| 6è | Colòmbia          |                   |           |                            |                            |
| 7è | França            |                   |           |                            |                            |
| 8è | Alemanya          |                   |           |                            |                            |

El Campionat mundial es va dividir en dos grups dels quals el primer i segon classificat jugarien els quarts de final contra el darrer i tercer equip de l'altre grup. La final, la van disputar la selecció espanyola i l'argentina, essent la victòria per la selecció amfitriona.

## Final
| Espanya | 0‐3     | Argentina                   |
| ------- | ------- | --------------------------- |
|         | Informe | Fernández 2', 9' · Soto 35' |

| Espanya | Argentina |

| #          | Pos. | Nom                    |  |
| ---------- | ---- | ---------------------- |  |
|            | POR  | Laura Vicente          |  |
|            |      | Berta Busquets         |  |
|            |      | Laura Puigdueta        |  |
|            |      | Aina Florenza          |  |
|            |      | Marta González Piquero |  |
|            |      | Mariona Colomer        |  |
|            |      | Sara Roces             |  |
|            |      | Anna Casarramona       |  |
|            |      | Sara González Lolo     |  |
|            | POR  | Anna Salvat            |  |
|            |      |                        |  |
| Entrenador |      |                        |  |
|            |      |                        |  |

| Campió del Món d'hoquei sobre patins 2022 |
| ----------------------------------------- |
| Argentina Sisè títol                      |

| #          | Pos. | Nom                 |  |
| ---------- | ---- | ------------------- |  |
|            | POR  | Annabella Flores    |  |
|            |      | Julieta Fernández   |  |
|            |      | Luciana Agudo       |  |
|            |      | Adriana Soto        |  |
|            |      | Flor Felamini       |  |
|            |      | Adriana Gutiérrez   |  |
|            |      | Valentina Fernández |  |
|            |      | Daiana Silva        |  |
|            |      | Gimena Gómez        |  |
|            | POR  | Andrea Jara         |  |
| Entrenador |      |                     |  |
|            |      |                     |  |

## Estadístiques
| Nota. Jugadores amb quatre o més gols |

| Classificació final | Classificació final | Classificació final | Classificació final | Classificació final | Classificació final | Classificació final | Classificació final |
| Pos.                | Club                | PJ                  | PG                  | PP                  | GF                  | GC                  | DF                  |
| ------------------- | ------------------- | ------------------- | ------------------- | ------------------- | ------------------- | ------------------- | ------------------- |
| 1                   | Argentina           | 6                   | 6                   | 0                   | 35                  | 4                   | +31                 |
| 2                   | Espanya             | 6                   | 5                   | 1                   | 27                  | 6                   | +21                 |
| 3                   | Portugal            | 6                   | 4                   | 2                   | 22                  | 10                  | +12                 |
| 4                   | Itàlia              | 6                   |                     |                     |                     |                     |                     |
| 5                   | Xile                | 6                   |                     |                     |                     |                     |                     |
| 6                   | França              | 6                   |                     |                     |                     |                     |                     |
| 7                   | Colòmbia            | 6                   |                     |                     |                     |                     |                     |
| 8                   | Alemanya            | 6                   |                     |                     |                     |                     |                     |

| Màxima golejadora | Màxima golejadora   | Màxima golejadora | Màxima golejadora | Màxima golejadora | Màxima golejadora | Màxima golejadora | Màxima golejadora |
| #                 | Nom                 | G                 | PJ                | GPP               | Asst.             | Pen               | FD                |
| ----------------- | ------------------- | ----------------- | ----------------- | ----------------- | ----------------- | ----------------- | ----------------- |
| 1                 | Julieta Fernández   | 14                | 6                 | 2.33              |                   |                   |                   |
| 2                 | Aina Florenza       | 11                | 6                 | 1.83              |                   |                   |                   |
| 3                 | Adriana Soto        | 8                 | 6                 | 1.33              |                   |                   |                   |
| 4                 | Catalina Flores     | 6                 | 6                 | 1.00              |                   |                   |                   |
| 5                 | Valentina Fernández | 5                 | 6                 | 0.83              |                   |                   |                   |
| 5                 | Raquel Santos       | 5                 | 6                 | 0.83              |                   |                   |                   |
| 5                 | Ines Severino       | 5                 | 6                 | 0.83              |                   |                   |                   |
| 5                 | Raquel Santos       | 5                 | 6                 | 0.83              |                   |                   |                   |
| 9                 | Mariona Colomer     | 4                 | 6                 | 0.67              |                   |                   |                   |
| 9                 | Laura Puigdueta     | 4                 | 6                 | 0.67              |                   |                   |                   |
| 9                 | Pamela Lapolla      | 4                 | 6                 | 0.67              |                   |                   |                   |
| 9                 | Beatriz Gaete       | 4                 | 6                 | 0.67              |                   |                   |                   |
| 9                 | Macarena Ramos      | 4                 | 6                 | 0.67              |                   |                   |                   |